# Gare d'Iekaterinbourg-Passajirski
La gare d'Ekaterinbourg-Passajirski (en russe Екатеринбург-Пассажирский, gare de passagers d'Ekaterinbourg) est la principale gare ferroviaire d'Ekaterinbourg, quatrième plus grande ville de Russie. Elle est l'une des principales gares desservies par le Transsibérien.

## Situation ferroviaire
La gare se trouve à 1814 kilomètres de la gare de Iaroslavl à Moscou, sur la ligne du Transsibérien. L'arrêt qui s'y trouve est toujours dénommé sous son ancien nom de Sverdlovsk. Près de six millions de voyageurs y sont accueillis par an.

## Histoire

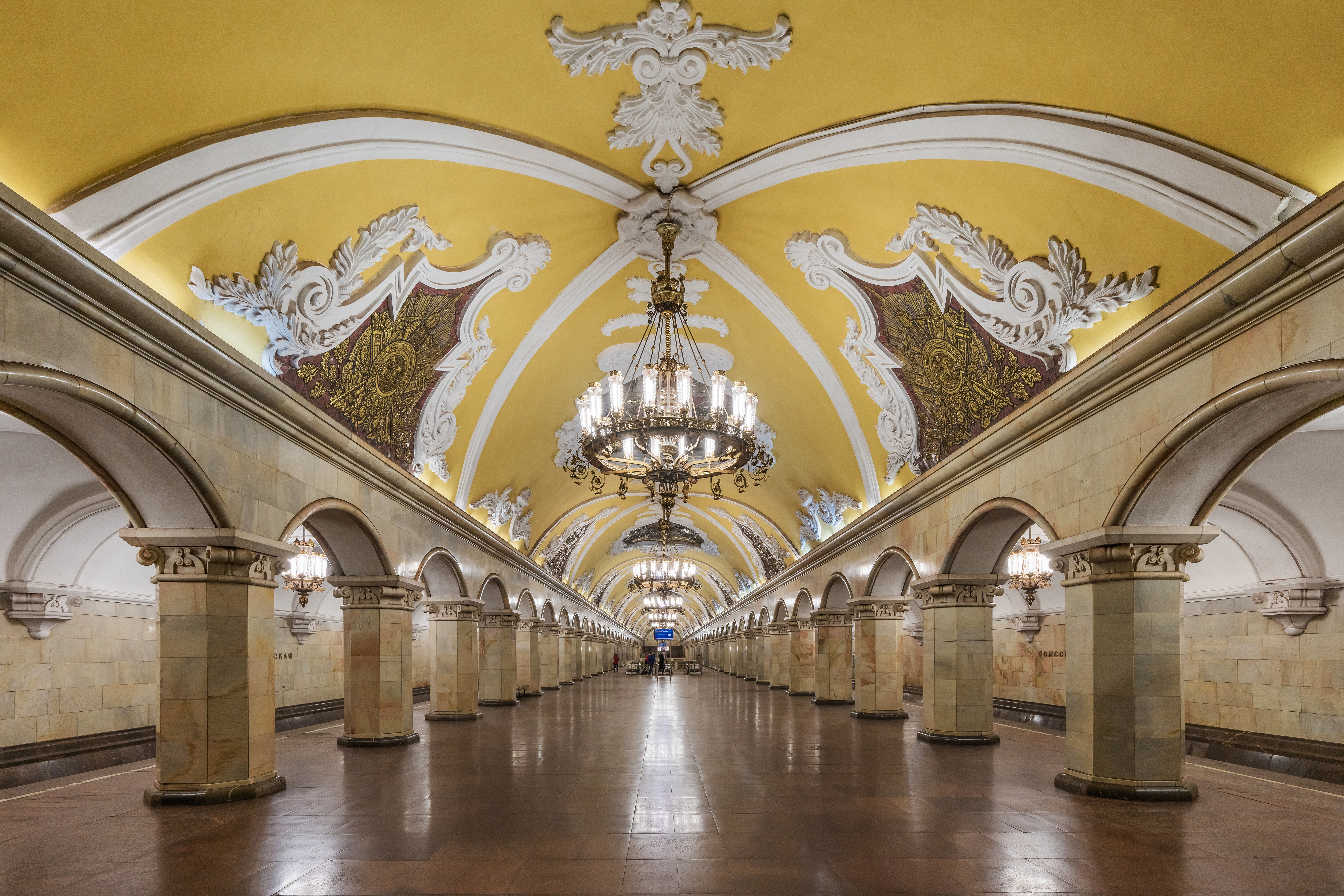
Une station du métro de Moscou, dont l'ornementation intérieure est semblable à celle de la gare.

L'édifice a été totalement rénové entre 1997 et 2001.

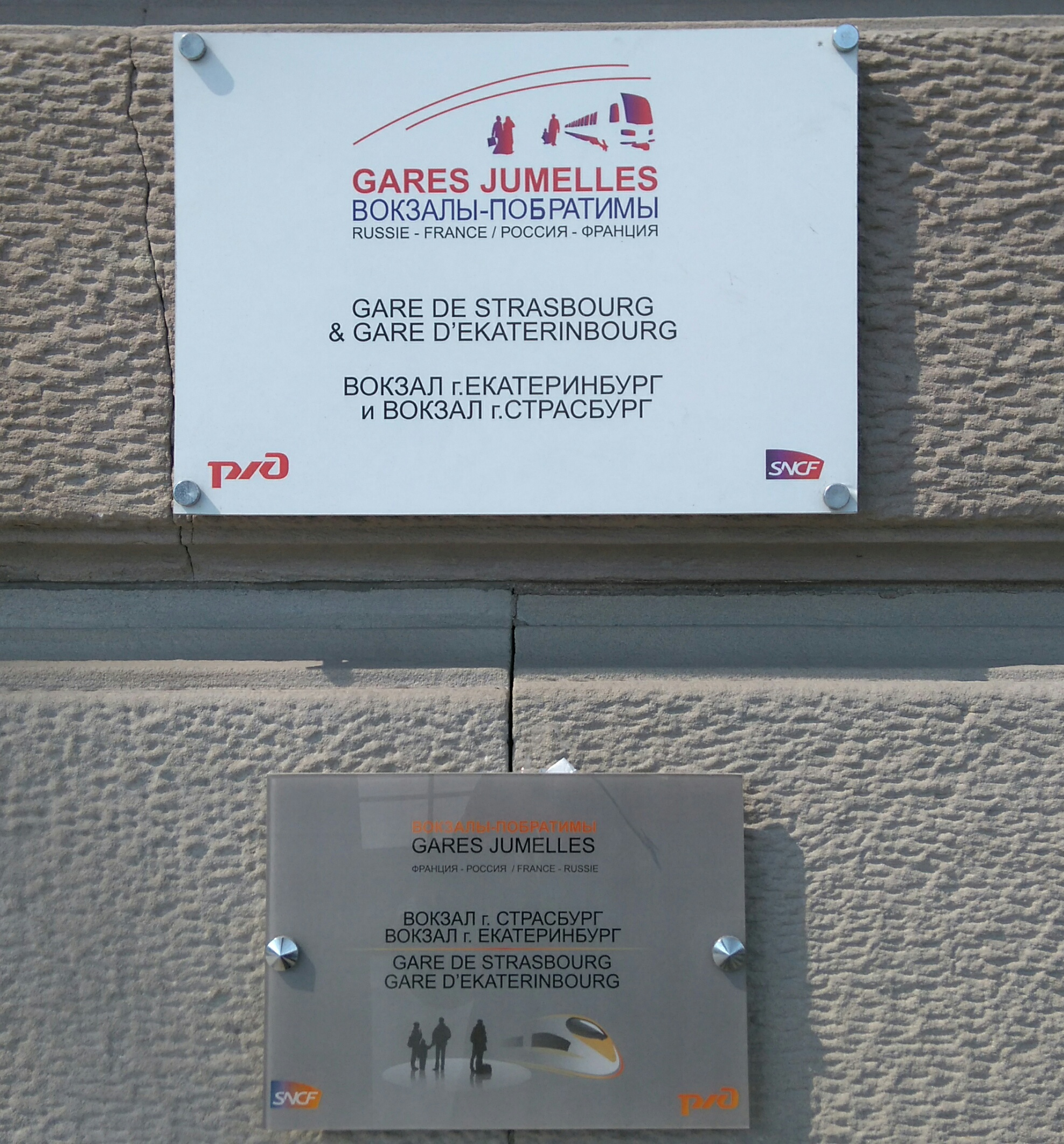
Plaques commémoratives "Gares jumelles" apposées sur la façade de la gare de Strasbourg.

La gare est jumelée avec celle de Strasbourg depuis 2013 dans le cadre du programme « gares jumelles » lancé en 2008 par la SNCF.

## Architecture

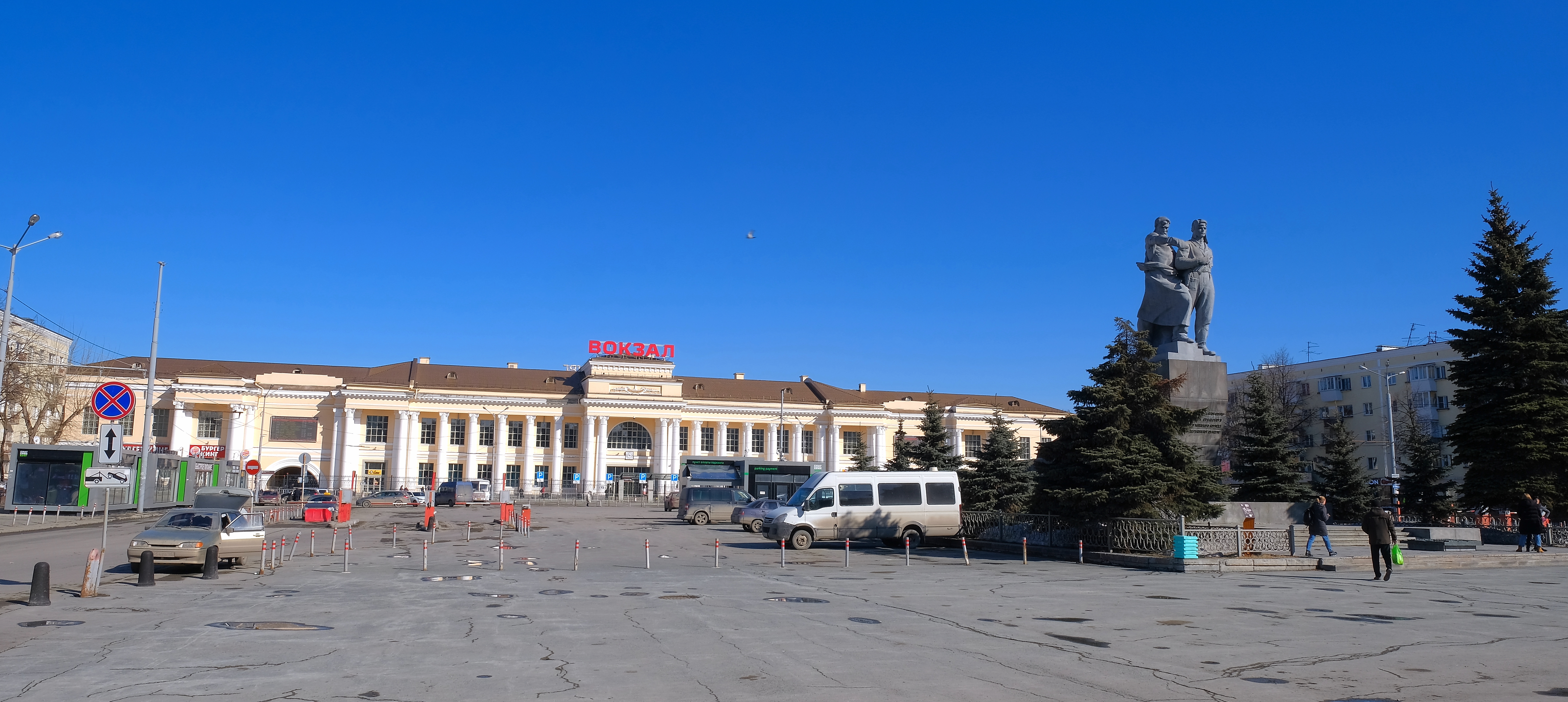
Place Privokzalnaïa

Comme de nombreuses gares se trouvant sur le tracé du Transsibérien, le bâtiment est richement décoré : on y trouve des colonnes, du marbre, des lustres... On le compare d'ailleurs parfois au métro de Moscou. En l'an 2000, une immense fresque a été peinte dans la salle d'attente du deuxième étage : on y voit au centre la famille impériale russe exécutée à la Villa Ipatiev le 17 juillet 1918 pendant la guerre civile russe, avec à leur gauche une cavalerie de Russes rouges et à leur droite une cavalerie de Russes blancs.